# 折原駅
折原駅（おりはらえき）は、埼玉県大里郡寄居町大字西ノ入にある、東日本旅客鉄道（JR東日本）八高線の駅である。

## 歴史
- 1934年（昭和9年）10月6日：鉄道省八高線小川町駅 - 寄居駅間開通時に開設[1][2]。旅客営業のみ[2]。
- 1987年（昭和62年）4月1日：国鉄分割民営化に伴い、JR東日本の駅となる[2]。
- 2002年（平成14年）2月8日：ICカードSuica供用開始[3][4]。

## 駅構造
単式ホーム1面1線を有する地上駅。駅は3パーミルの勾配上に設けられている。
高崎統括センター（高崎駅）管理の無人駅である。駅舎はなく、簡易な待合室があるのみで、自動券売機は設置されていないが、乗車駅証明書発行機が設置されている。入口付近に簡易Suica改札機がある。

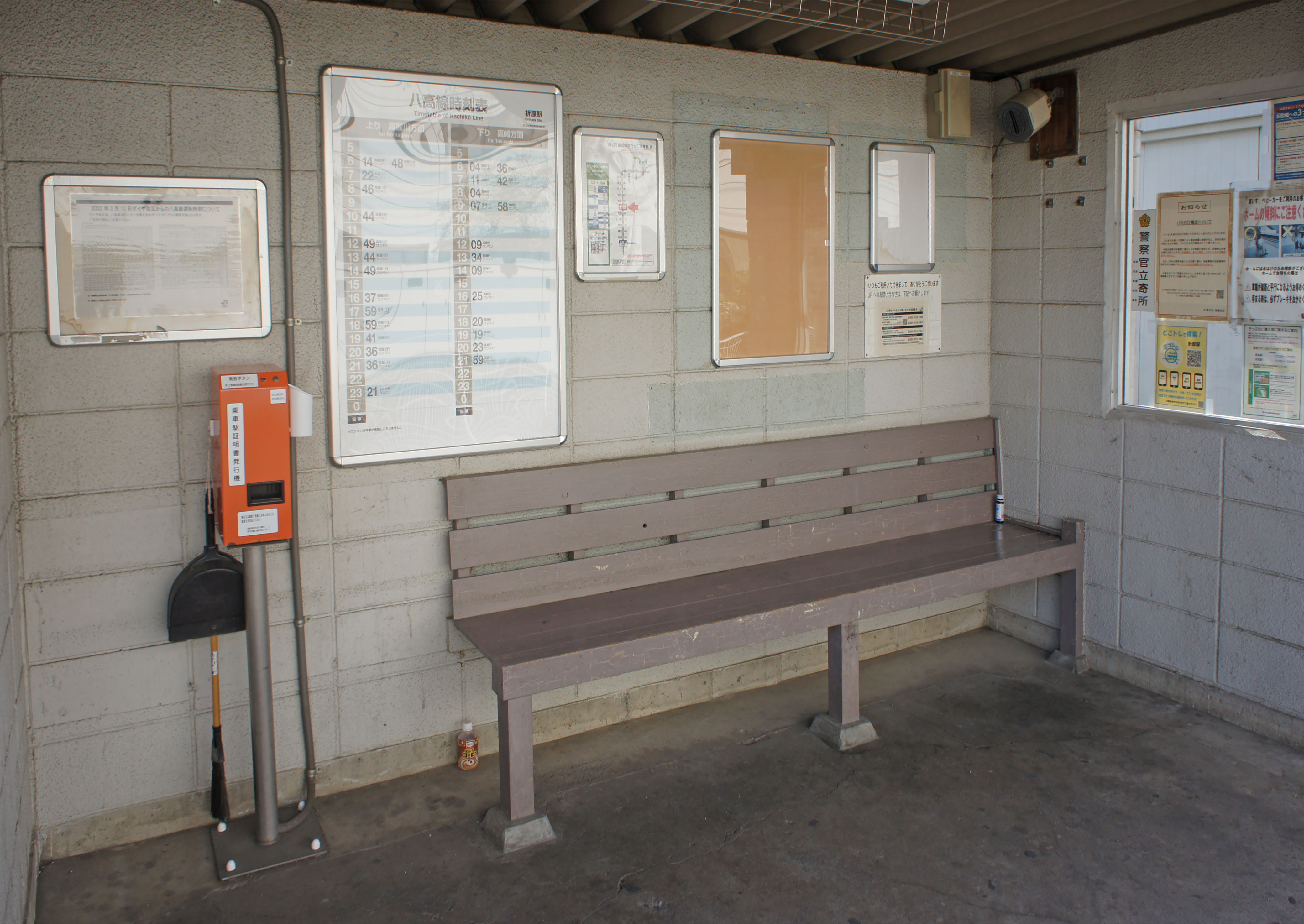
待合室（2022年4月）
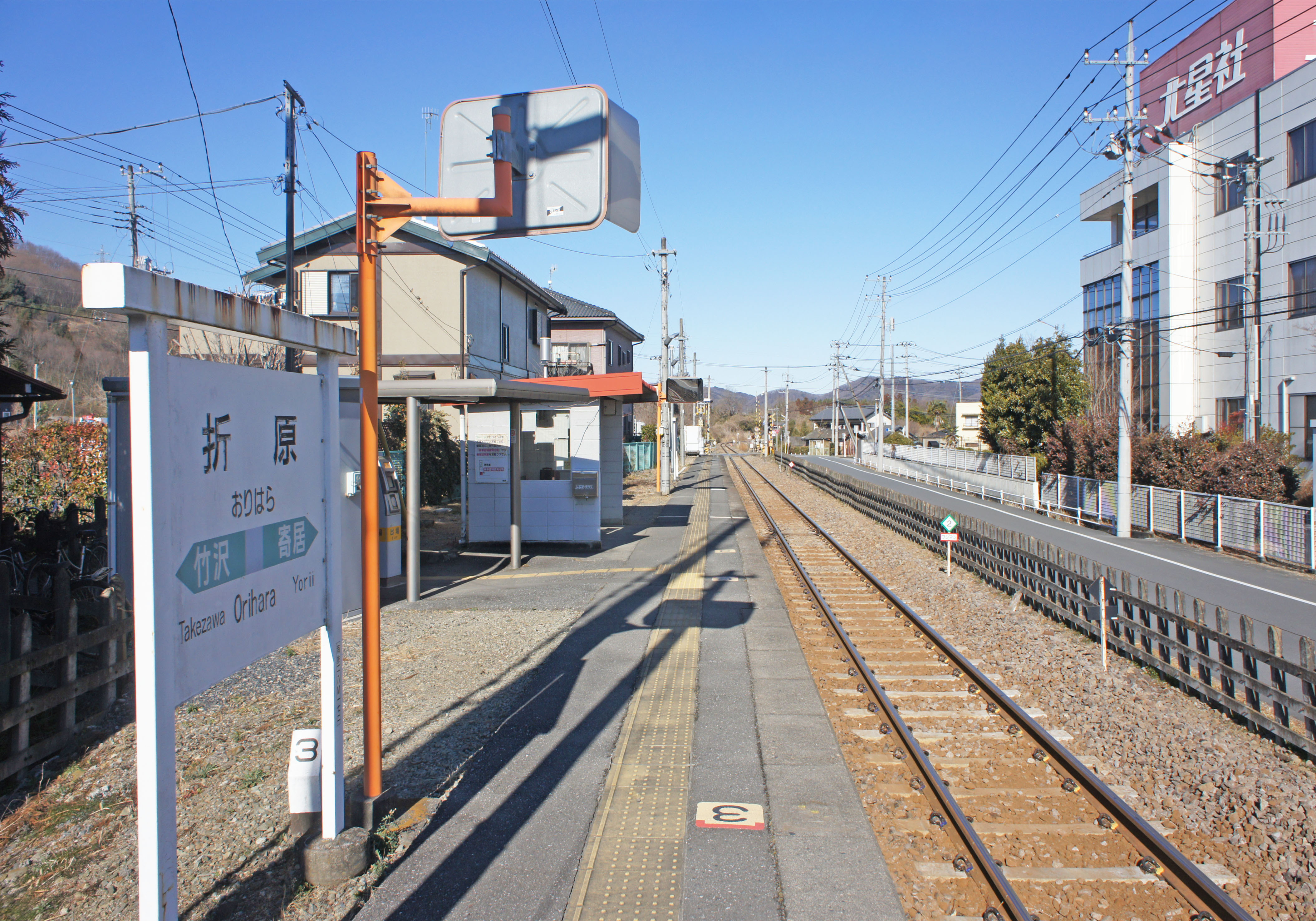
ホーム（2022年1月）

## 利用状況
「埼玉県統計年鑑」によると、1999年度（平成11年度） - 2010年度（平成22年度）の年間乗車人員の推移は以下の通り。
| 乗車人員推移       | 乗車人員推移 | 乗車人員推移    |
| 年度               | 年間乗車人員 | 出典            |
| ------------------ | ------------ | --------------- |
| 1999年（平成11年） | 13,351       | [ 利用客数 1 ]  |
| 2000年（平成12年） | 11,513       | [ 利用客数 2 ]  |
| 2001年（平成13年） | 11,838       | [ 利用客数 3 ]  |
| 2002年（平成14年） | 13,587       | [ 利用客数 4 ]  |
| 2003年（平成15年） | 12,184       | [ 利用客数 5 ]  |
| 2004年（平成16年） | 14,175       | [ 利用客数 6 ]  |
| 2005年（平成17年） | 15,884       | [ 利用客数 7 ]  |
| 2006年（平成18年） | 15,684       | [ 利用客数 8 ]  |
| 2007年（平成19年） | 12,024       | [ 利用客数 9 ]  |
| 2008年（平成20年） | 16,263       | [ 利用客数 10 ] |
| 2009年（平成21年） | 16,119       | [ 利用客数 11 ] |
| 2010年（平成22年） | 14,725       | [ 利用客数 12 ] |

## 駅周辺
駅周辺は住宅地となっているが、駅裏手の企業の建物が目立つのみで、商店等も殆ど存在せず、閑散としている。
- 町立折原小学校
- 町立城南中学校
- 東京ライン寄居工場
- 北星社寄居工場[1]
- 平倉観光ぶどう郷
- 平成倶楽部鉢形城コース[1]
- 車山

## 隣の駅
東日本旅客鉄道（JR東日本）
■八高線
竹沢駅 - 折原駅 - 寄居駅

### 記事本文
1. 1 2 3 4 5 6 7 8 9  『週刊 JR全駅・全車両基地』 46号 甲府駅・奥多摩駅・勝沼ぶどう郷駅ほか79駅、朝日新聞出版〈週刊朝日百科〉、2013年7月7日、27頁。
2. 1 2 3 4  石野哲 編『停車場変遷大事典 国鉄・JR編 II』（初版）JTB、1998年10月1日、200頁。ISBN 978-4-533-02980-6。
3. ↑  「鉄道記録帳2002年2月」『RAIL FAN』第49巻第5号、鉄道友の会、2002年5月1日、24頁。
4. ↑  「JR年表」『JR気動車客車編成表 '02年版』ジェー・アール・アール、2002年7月1日、187頁。ISBN 4-88283-123-6。
5. ↑  川島令三『全国鉄道事情大研究 東京北部・埼玉篇（2）』草思社、2003年12月1日、190頁。ISBN 978-4-7942-1267-2。

### 利用状況
1. ↑  “110 鉄道による駅別旅客・貨物輸送状況” (Excel). 平成12年埼玉県統計年鑑.   埼玉県. 2019年5月6日時点のオリジナルよりアーカイブ。2019年5月6日閲覧。
2. ↑  “110 鉄道による駅別旅客・貨物輸送状況” (Excel). 平成13年埼玉県統計年鑑.   埼玉県. 2019年5月6日時点のオリジナルよりアーカイブ。2019年5月6日閲覧。
3. ↑  “8-1 鉄道による駅別旅客・貨物輸送状況” (Excel). 平成14年埼玉県統計年鑑.   埼玉県. 2019年5月6日時点のオリジナルよりアーカイブ。2019年5月6日閲覧。
4. ↑  “8-1 鉄道による駅別旅客・貨物輸送状況” (Excel). 平成15年埼玉県統計年鑑.   埼玉県. 2019年5月6日時点のオリジナルよりアーカイブ。2019年5月6日閲覧。
5. ↑  “8-1 鉄道による駅別旅客・貨物輸送状況” (Excel). 平成16年埼玉県統計年鑑.   埼玉県. 2019年5月6日時点のオリジナルよりアーカイブ。2019年5月6日閲覧。
6. ↑  “8-1 鉄道による駅別旅客・貨物輸送状況” (Excel). 平成17年埼玉県統計年鑑.   埼玉県. 2019年5月6日時点のオリジナルよりアーカイブ。2019年5月6日閲覧。
7. ↑  “8-1 鉄道による駅別旅客・貨物輸送状況” (Excel). 平成18年埼玉県統計年鑑.   埼玉県. 2019年5月6日時点のオリジナルよりアーカイブ。2019年5月6日閲覧。
8. ↑  “8-1 鉄道による駅別旅客・貨物輸送状況” (Excel). 平成19年埼玉県統計年鑑.   埼玉県. 2019年5月6日時点のオリジナルよりアーカイブ。2019年5月6日閲覧。
9. ↑  “8-1 鉄道による駅別旅客・貨物輸送状況” (Excel). 平成20年埼玉県統計年鑑.   埼玉県. 2019年5月6日時点のオリジナルよりアーカイブ。2019年5月6日閲覧。
10. ↑  “8-1 鉄道による駅別旅客・貨物輸送状況” (Excel). 平成21年埼玉県統計年鑑.   埼玉県. 2019年5月6日時点のオリジナルよりアーカイブ。2019年5月6日閲覧。
11. ↑  “8-1 鉄道による駅別旅客・貨物輸送状況” (Excel). 平成22年埼玉県統計年鑑.   埼玉県. 2019年5月6日時点のオリジナルよりアーカイブ。2019年5月6日閲覧。
12. ↑  “8-1 鉄道による駅別旅客・貨物輸送状況” (Excel). 平成23年埼玉県統計年鑑.   埼玉県. 2019年5月6日時点のオリジナルよりアーカイブ。2019年5月6日閲覧。